# Pedro María Laxague
Pedro Maria Laxague (provincia de Buenos Aires, 4 de septiembre de 1952) es un obispo católico argentino. Fue Obispo Auxiliar y vicario general de la Arquidiócesis de Bahía Blanca, cargo que desempeñó hasta que el 3 de noviembre de 2015 Francisco lo nombró obispo de la Diócesis de Zárate-Campana.

## Vida

### Primeros años
Pedro María Laxague es el sexto de 19 hermanos, nació en Coronel Pringles, Buenos Aires, el 4 de septiembre de 1952. Sus padres fueron franceses.
Hizo sus estudios en el colegio salesiano San Pedro, de Fortín Mercedes. Obtuvo el título de bachiller en el colegio Don Bosco, de Bahía Blanca, y el título de ingeniero civil en la Universidad Nacional del Sud, también de Bahía Blanca. 
Después de una estadía de seis meses en el monasterio benedictino “Notre Dame de Fontgombault, en Francia, se mudó a Italia e inició sus estudios eclesiásticos en la Pontificia Universidad Santo Tomás de Aquino (Angélicum) en Roma, donde obtuvo el título de bachiller en Filosofía y en Teología. En el año 1991 obtuvo el título de licenciado en Derecho Canónico.

### Sacerdote y Obispo
Su ordenación sacerdotal tuvo lugar el 15 de julio de 1989 en la parroquia Santa Rosa de Lima, de Coronel Pringles, fue de manos de monseñor Jorge Mayer, en aquel entonces arzobispo de Bahía Blanca. 
El 21 de diciembre de 2006 fue ordenado obispo Titular de Castra Severiana y coadjuntor de la Arquidiócesis de Bahía Blanca. Su consagrante fue monseñor Guillermo José Garlatti, arzobispo de Bahía Blanca, acompañaron la consagración su hermano monseñor Esteban María Laxague SDB, obispo de Viedma; monseñor Néstor Hugo Navarro, obispo de Alto Valle del Río Negro, y el arzobispo emérito de Bahía Blanca, monseñor Jorge Mayer, quuien lo había ordenado diácono y sacerdote. 
Entre la multitud de asistentes se destacó la presencia de 120 miembros de su familia: la madre, 18 de sus hermanos (faltaba Genoveva, religiosa carmelita).
Fue miembro del Consejo Presbiteral, del Colegio de Consultores, del Consejo Arquidiocesano de Asuntos Económicos, Delegado Episcopal para la Pastoral Familiar, Asesor Arquidiocesano del Movimiento Familiar Cristiano (MFC), de los Encuentros Conyugales y del Equipo Coordinador del Viñedo de Raquel.
El 3 de noviembre el Papa Francisco lo nombró obispo de Zárate-Campana, el mismo había aceptado la dimisión de Mons. Oscar Domingo Sarlinga,  como obispo de Zárate-Campana, según el canon 401,2 del Código de Derecho Canónico. Asumió la diócesis de Zárate-Campana el 19 de diciembre, siendo el 4.º obispo diocesano de Zarate-Campana.

### Honores
En el año 2000 el papa san Juan Pablo II lo distinguió con el título pontificio de Prelado de Honor de Su Santidad.
| Predecesor: -                      | Obispo Auxiliar de Bahía Blanca 2006 - 2015 | Sucesor: -           |
| Predecesor: Oscar Domingo Sarlinga | Obispo de Zárate-Campana 2015 - Actualidad  | Sucesor: En el Cargo |